# Матч всех звёзд НХЛ 2015
60-й матч всех звёзд НХЛ состоялся 25 января 2015 года в городе Колумбус, штат Огайо на Нэшнуайд-арене, которая является домашней для клуба «Коламбус Блю Джекетс». Для Колумбуса это был первый матч всех звёзд НХЛ.
Планировалось что данный матч состоится 27 января 2013 года, однако он был отменён из-за локаута, а в сезоне 2013/2014 матч всех звёзд не проводился из-за участия игроков в хоккейном турнире на Олимпийских играх 2014.
В матче Команда Тэйвза обыграла Команду Фолиньо со счётом 17—12, а самым полезным игроком матча стал Райан Джохансен из Команды Фолиньо.

## Предшествующие события

### Голосование
Голосование среди болельщиков стартовало 20 ноября 2014 года и завершилось 1 января 2015. Победителем голосования стал нападающий клуба «Баффало Сейбрз», Земгус Гиргенсонс, для которого сезон 2014/2015 является лишь вторым в карьере.
| Имя               | Позиция | Команда         | Голосов   |
| ----------------- | ------- | --------------- | --------- |
| Земгус Гиргенсонс | Ц       | Баффало Сейбрз  | 1 574 896 |
| Патрик Кейн       | ПН      | Чикаго Блэкхокс | 1 232 201 |
| Джонатан Тэйвз    | Ц       | Чикаго Блэкхокс | 1 217 210 |
| Данкан Кит        | З       | Чикаго Блэкхокс | 1 198 173 |
| Кори Кроуфорд     | В       | Чикаго Блэкхокс | 1 099 504 |
| Брент Сибрук      | З       | Чикаго Блэкхокс | 1 016 992 |

### Драфт
10 января 2015 НХЛ объявила полный список игроков, которые примут участие во всезвёздном уикэнде. Капитанами команд стали нападающие «Коламбуса» Ник Фолиньо и «Чикаго» Джонатан Тэйвз. Ассистентами в команде Фолиньо стали Патрик Кейн («Чикаго Блэкхокс») и Дрю Даути («Лос-Анджелес Кингз»), а в команде Тэйвза Райан Гецлаф («Анахайм Дакс») и Рик Нэш («Нью-Йорк Рейнджерс»). Тренером команды Тэйвза назначен Питер Лавиолетт («Нэшвилл Предаторз»), команды Фолиньо Дэррил Саттер («Лос-Анджелес Кингз»).
Фэнтези-драфт состоялся 23 января. Команда Фолиньо первым выбрала Райана Джохансен, а команда Тэйвза Фила Кессела, которого позже обменяла в команду Фолиньо на Тайлера Сегина. Так как травмированный Тайлер Джонсон не был никем заменен, у команды Тэйвза в составе на одного игрока меньше.

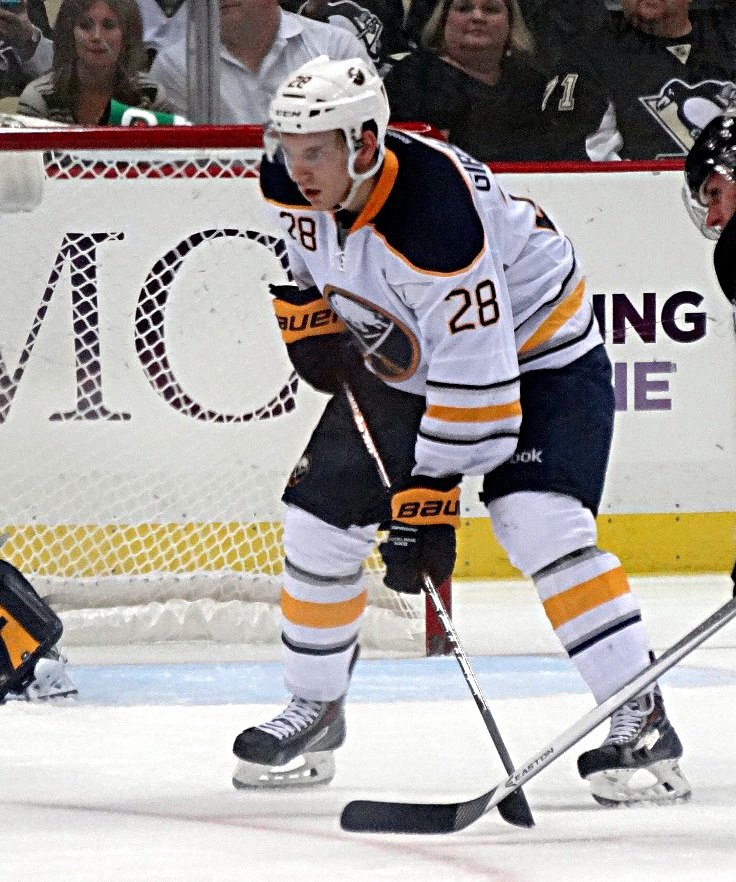
Земгус Гиргенсонс — победитель голосования болельщиков
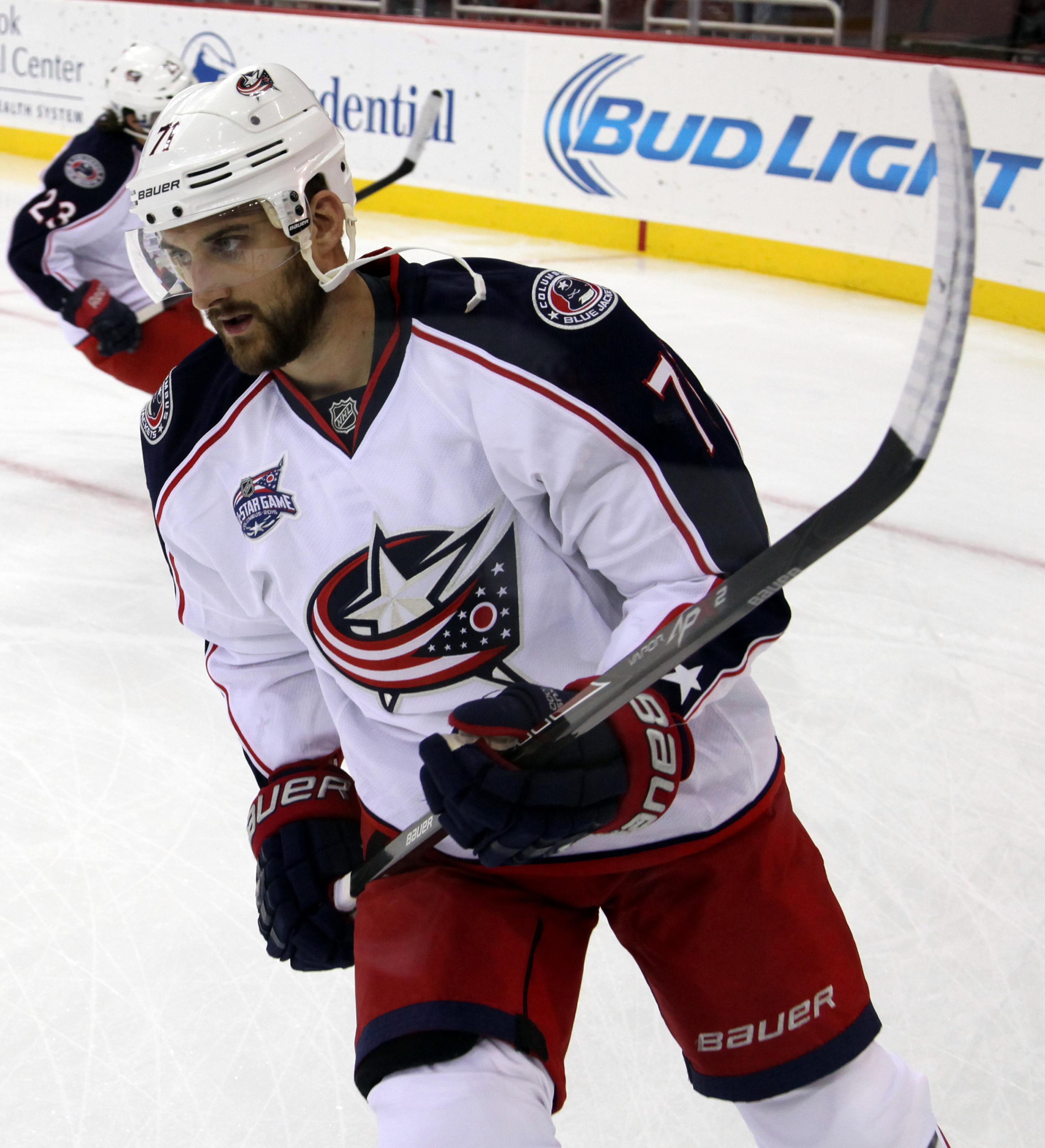
Ник Фолиньо — капитан «хозяев»
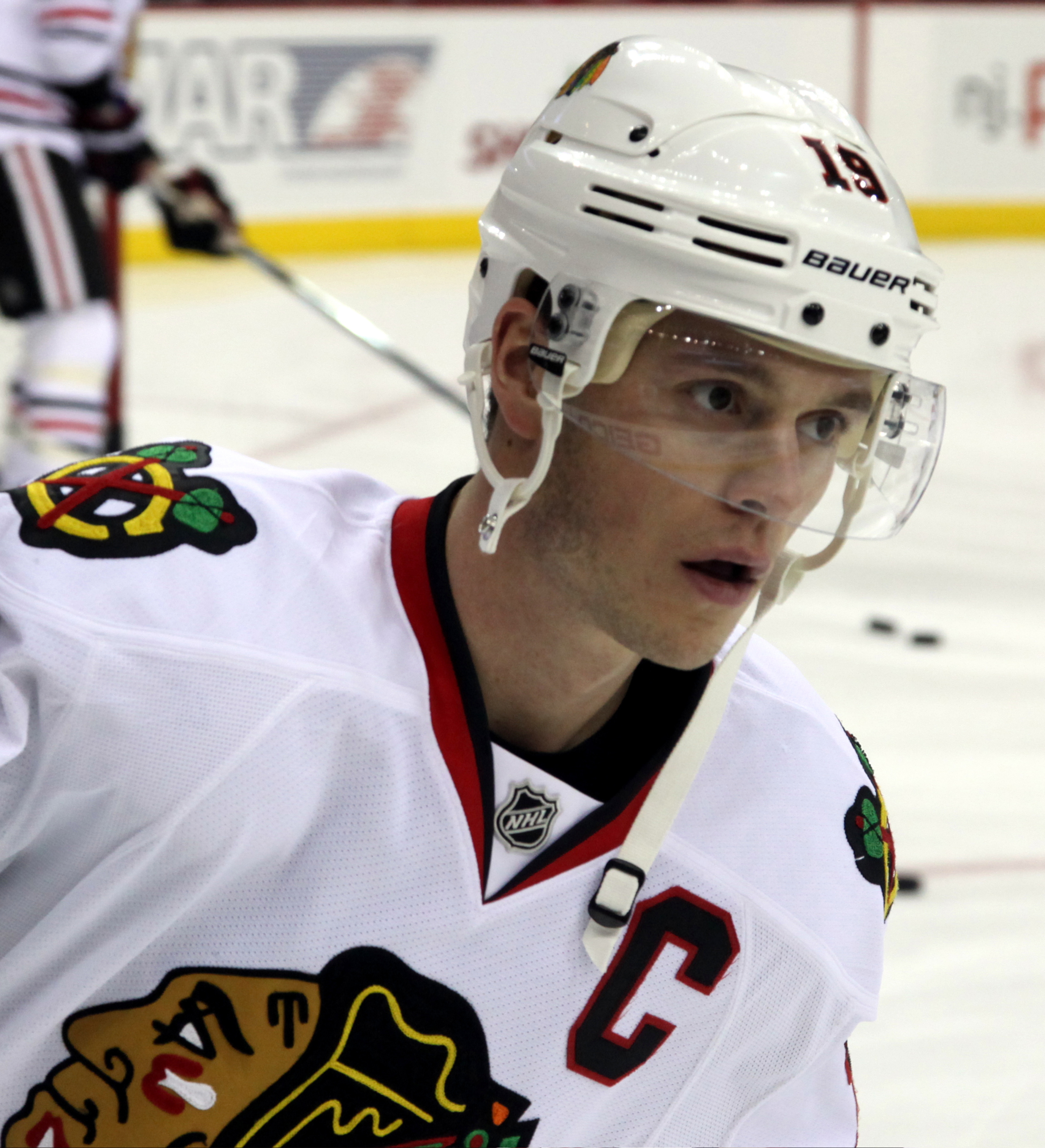
Джонатан Тэйвз — капитан «гостей»
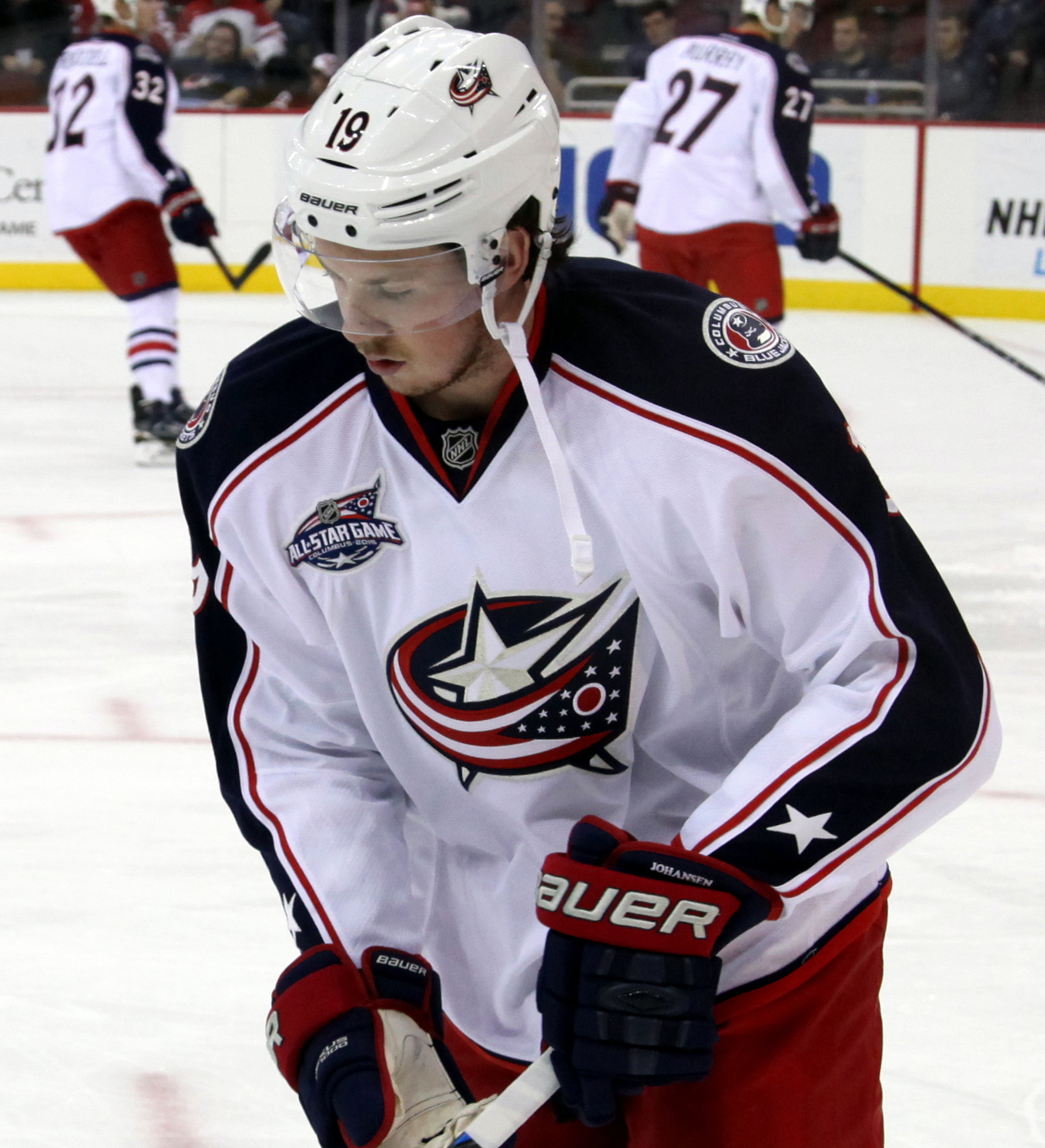
Райан Джохансен был выбран первым

| Команда Фолиньо | Команда Фолиньо           | Команда Фолиньо        | Команда Фолиньо      |
| --------------- | ------------------------- | ---------------------- | -------------------- |
| Вратари         |                           |                        |                      |
| Номер           | Гражданство               | Имя                    | Клуб                 |
| 1               | Канада                    | Брайан Эллиотт         | Сент-Луис Блюз       |
| 29              | Канада                    | Марк-Адре Флери        | Питтсбург Пингвинз   |
| 31              | Канада                    | Кэри Прайс             | Монреаль Канадиенс   |
| Защитники       |                           |                        |                      |
| Номер           | Гражданство               | Имя                    | Клуб                 |
| 2               | Канада                    | Данкан Кит             | Чикаго Блэкхокс      |
| 8               | Канада                    | Дрю Даути А            | Лос-Анджелес Кингз   |
| 22              | Канада                    | Кевин Шаттенкирк       | Сент-Луис Блюз       |
| 23              | Швеция                    | Оливер Экман-Ларссон   | Аризона Койотис      |
| 33              | Соединённые Штаты Америки | Дастин Бафлин          | Виннипег Джетс       |
| 88              | Канада                    | Брент Бёрнс            | Сан-Хосе Шаркс       |
| Нападающие      |                           |                        |                      |
| Номер           | Гражданство               | Имя                    | Клуб                 |
| 6               | Соединённые Штаты Америки | Бобби Райан            | Оттава Сенаторз      |
| 8               | Россия                    | Александр Овечкин      | Вашингтон Кэпиталз   |
| 11              | Словения                  | Анже Копитар           | Лос-Анджелес Кингз   |
| 17              | Чехия                     | Радим Врбата           | Ванкувер Кэнакс      |
| 19              | Канада                    | Райан Джохансен        | Коламбус Блю Джекетс |
| 28              | Латвия                    | Земгус Гиргенсонс      | Баффало Сейбрз       |
| 28              | Канада                    | Клод Жиру              | Филадельфия Флайерз  |
| 71              | Соединённые Штаты Америки | Ник Фолиньо К          | Коламбус Блю Джекетс |
| 81              | Соединённые Штаты Америки | Фил Кессел             | Торонто Мейпл Лифс   |
| 88              | Соединённые Штаты Америки | Патрик Кейн А          | Чикаго Блэкхокс      |
| 91              | Канада                    | Стивен Стэмкос         | Тампа Бэй Лайтнинг   |
| 93              | Канада                    | Райан Ньюджент-Хопкинс | Эдмонтон Ойлерз      |
| Новички         |                           |                        |                      |
| Номер           | Гражданство               | Имя                    | Клуб                 |
| 26              | Чехия                     | Иржи Секач             | Монреаль Канадиенс   |
| 27              | Канада                    | Джонатан Друэн         | Тампа Бэй Лайтнинг   |

| Команда Тэйвза | Команда Тэйвза            | Команда Тэйвза     | Команда Тэйвза      |
| -------------- | ------------------------- | ------------------ | ------------------- |
| Вратари        |                           |                    |                     |
| Номер          | Гражданство               | Имя                | Клуб                |
| 1              | Канада                    | Роберто Люонго     | Флорида Пантерз     |
| 41             | Словакия                  | Ярослав Галак      | Нью-Йорк Айлендерс  |
| 50             | Канада                    | Кори Кроуфорд      | Чикаго Блэкхокс     |
| Защитники      |                           |                    |                     |
| Номер          | Гражданство               | Имя                | Клуб                |
| 5              | Канада                    | Марк Джиордано     | Калгари Флэймз      |
| 5              | Канада                    | Аарон Экблад       | Флорида Пантерз     |
| 6              | Канада                    | Ши Уэбер           | Нэшвилл Предаторз   |
| 7              | Канада                    | Брент Сибрук       | Чикаго Блэкхокс     |
| 20             | Соединённые Штаты Америки | Райан Сутер        | Миннесота Уайлд     |
| 27             | Соединённые Штаты Америки | Джастин Фолк       | Каролина Харрикейнз |
| Нападающие     |                           |                    |                     |
| Номер          | Гражданство               | Имя                | Клуб                |
| 9              | Швеция                    | Филип Форсберг     | Нэшвилл Предаторз   |
| 13             | Соединённые Штаты Америки | Джонни Годро       | Калгари Флэймз      |
| 15             | Канада                    | Райан Гецлаф А     | Анахайм Дакс        |
| 19             | Канада                    | Джонатан Тэйвз К   | Чикаго Блэкхокс     |
| 26             | Чехия                     | Патрик Элиаш       | Нью-Джерси Девилз   |
| 37             | Канада                    | Патрис Бержерон    | Бостон Брюинз       |
| 61             | Канада                    | Рик Нэш А          | Нью-Йорк Рейнджерс  |
| 91             | Канада                    | Тайлер Сегин       | Даллас Старз        |
| 91             | Канада                    | Джон Таварес       | Нью-Йорк Айлендерс  |
| 91             | Россия                    | Владимир Тарасенко | Сент-Луис Блюз      |
| 93             | Чехия                     | Якуб Ворачек       | Филадельфия Флайерз |
| Новички        |                           |                    |                     |
| Номер          | Гражданство               | Имя                | Клуб                |
| 68             | Соединённые Штаты Америки | Майк Хоффман       | Оттава Сенаторз     |

### Конкурсы «Суперскиллз»

#### Забеги на скорость
Команда получает 1 балл за победу в каждом из забегов. Также ещё дополнительный балл получает команда, чей игрок показал абсолютно лучшее время.
| Команда Фолиньо                    | Время (сек.) | Время (сек.) | Команда Тэйвза     |
| ---------------------------------- | ------------ | ------------ | ------------------ |
| Фил Кессел                         | 13.596       | 13.631       | Тайлер Сегин       |
| Джонатан Друэн                     | 13.103       | 13.163       | Майк Хоффман       |
| Иржи Секач                         | 13.683       | 14.048       | Аарон Экблад       |
| Земгус Гиргенсонс                  | 14.101       | 14.386       | Владимир Тарасенко |
| Счёт: 5–0 в пользу Команды Фолиньо |              |              |                    |

#### Буллиты на исполнение
Победитель в конкурсе определяется путём голосования через Twitter. Победитель приносит своей команде 1 балл.
| Команда Фолиньо                    | Команда Тэйвза     |
| ---------------------------------- | ------------------ |
| Александр Овечкин                  | Владимир Тарасенко |
| Клод Жиру                          | Якуб Ворачек       |
| Райан Джохансен                    | Джонни Годро       |
| Счёт: 6-0 в пользу Команды Фолиньо |                    |

#### Броски на точность
Необходимо поразить 4 мишени за наименьшее время. 1 балл команде за победу в каждой паре и дополнительный балл за абсолютно лучшее время. 
| Команда Фолиньо                     | Время (сек.) | Время (сек.) | Команда Тэйвза  |
| ----------------------------------- | ------------ | ------------ | --------------- |
| Бобби Райан                         | 30.914       | 14.105       | Райан Гецлаф    |
| Ник Фолиньо                         | 13.674       | 17.038       | Патрис Бержерон |
| Радим Врбата                        | 22.141       | 26.122       | Джон Таварес    |
| Патрик Кейн                         | 13.529       | 16.307       | Джонатан Тэйвз  |
| Счёт: 10-1 в пользу Команды Фолиньо |              |              |                 |

#### Эстафеты мастерства
Эстафета мастерства состоит из пяти элементов. Броски в одно касание, точность паса, контроль шайбы, владение клюшкой, а в концовке вратарь должен дважды поразить противоположные пустые ворота.
| Команда Фолиньо | Время (мин.) | Время (мин.) | Команда Тэйвза |
| --- | ------------ | ------------ | --- |
| Группа 1 Брент Бёрнс (пасующий) Дрю Даути (ван-таймер) Райан Джохансен (ван-таймер) Стивен Стэмкос (ван-таймер) Анже Копитар (точность паса) Кевин Шаттенкирк (контроль шайбы) Патрик Кейн (владение клюшкой) Кэри Прайс (вратарь)                  | 1:37.979     | 2:06.262     | Группа 1 Патрик Элиаш (пасующий) Ши Уэбер (ван-таймер) Джастин Фолк (ван-таймер) Тайлер Сегин (ван-таймер) Джон Таварес (точность паса) Джонни Годро (контроль шайбы) Майк Хоффман (владение клюшкой) Ярослав Галак (вратарь)                  |
| Группа 2 Иржи Секач (пасующий) Данкан Кит (ван-таймер) Земгус Гиргенсонс (ван-таймер) Ник Фолиньо (ван-таймер) Райан Ньюджент-Хопкинс (точность паса) Дрю Даути (контроль шайбы) Оливер Экман-Ларссон (владение клюшкой) Марк-Андре Флери (вратарь) | 2:19.793     | 1:38.789     | Группа 2 Патрис Бержерон (пасующий) Якуб Ворачек (ван-таймер) Марк Джиордано (ван-таймер) Райан Сутер (ван-таймер) Райан Гецлаф (точность паса) Владимир Тарасенко (контроль шайбы) Филип Форсберг (владение клюшкой) Роберто Люонго (вратарь) |
| Счёт: 12-2 в пользу Команды Фолиньо |              |              | |

#### Броски на силу
Каждому игроку даётся по две попытки. 1 балл команде за победу в каждой паре и дополнительный балл за абсолютно лучший результат. 
| Команда Фолиньо                     | Скорость (миль/ч) | Скорость (миль/ч) | Команда Тэйвза |
| ----------------------------------- | ----------------- | ----------------- | -------------- |
| Александр Овечкин                   | 101.4             | 96.9 98.6         | Брент Сибрук   |
| Брент Бёрнс                         | 93.3 97.6         | 95.3 93.9         | Аарон Экблад   |
| Стивен Стэмкос                      | 98.8 97.5         | 95.0 94.9         | Джастин Фолк   |
| Дастин Бафлин                       | 95.8 97.3         | 0.0 108.5         | Ши Уэбер       |
| Счёт: 15-4 в пользу Команды Фолиньо |                   |                   |                |

#### Буллиты
21 полевой игрок и 3 вратаря от каждой команды разбиты на три группы. Необходимо за 2 минуты забить наибольшее количество голов. Каждая забитая шайба приносит 1 очко, каждая забитая бонусная шайба приносит 2 очка.
| Команда Фолиньо | Вратарь соперника | Очки | Очки | Вратарь соперника | Команда Тэйвза                                                                                         |
| --- | ----------------- | ---- | ---- | ----------------- | --- |
| Раунд 1 Александр Овечкин Кевин Шаттенкирк Патрик Кейн Дастин Бафлин Земгус Гиргенсонс Ник Фолиньо Райан Ньюджент-Хопкинс | Ярослав Галак     | 2    | 5    | Брайан Эллиотт    | Раунд 1 Патрис Бержерон Майк Хоффман Тайлер Сегин Аарон Экблад Ши Уэбер Владимир Тарасенко Райан Сутер |
| Раунд 2 Джонатан Друэн Оливер Экман-Ларссон Брент Бёрнс Иржи Секач Данкан Кит Анже Копитар Радим Врбата                   | Роберто Люонго    | 6    | 4    | Марк-Андре Флери  | Раунд 2 Джастин Фолк Джонни Годро Джон Таварес Брент Сибрук Патрик Элиаш Рик Нэш Марк Джиордано        |
| Раунд 3 Бобби Райан Фил Кессел Райан Джохансен Дрю Даути Стивен Стэмкос Клод Жиру Ник Фолиньо                             | Кори Кроуфорд     | 2    | 6    | Кэри Прайс        | Раунд 3 Райан Гецлаф Джон Таварес Джонатан Тэйвз Филип Форсберг Тайлер Сегин Якуб Ворачек Рик Нэш      |
| Счёт: 25-19 в пользу Команды Фолиньо                                                                                      |                   |      |      |                   | |

## Матч
| 25 января 2015 17:00 | Команда Фолиньо | 12:17 (4:4, 4:7, 4:6) | Команда Тэйвза | Нэшнуайд-арена, Коламбус Зрителей: 18 901 |

| Отчёт | Отчёт | Отчёт | Отчёт                                                                   | Отчёт                    |
| --- | --- | --- | ----------------------------------------------------------------------- | ------------------------ |
| | | |                                                                         |                          |
| | К. Прайс (0:00—20:00) М-А. Флери (20:00—40:00) Б. Эллиотт (40:00—60:00)                                                             | Вратари | Р. Люонго (0:00—20:00) К. Кроуфорд (20:00—40:00) Я. Галак (40:00—60:00) | Судьи: Крис Руни Крис Ли |
| | Голы: | |                                                                         | Судьи: Крис Руни Крис Ли |
| Радим Врбата — 03:09 (Р. Ньюджент-Хопкинс) Райан Джохансен — 11:05 (Н. Фолиньо, К. Шаттенкирк) Кевин Шаттенкирк — 14:48 (Р. Ньюджент-Хопкинс, Р. Врбата) Райан Джохансен — 16:24 (А. Овечкин, Д. Бафлин) Клод Жиру — 20:32 (П. Кейн) Стивен Стэмкос — 22:27 (Д. Кит) Ник Фолиньо — 31:59 (Р. Джохансен, А. Овечкин) Стивен Стэмкос — 36:35 (Б. Райан) Патрик Кейн — 41:29 (К. Жиру, Д. Даути) Боби Райан — 48:23 (С. Стэмкос, О. Экман-Ларссон) Патрик Кейн — 53:09 (Б. Бёрнс, К. Жиру) Брент Бёрнс — 58:20 (А. Овечкин, Р. Джохансен) | 1:0 1:1 1:2 :2 2:3 :3 4:3 4:4 4:5 :5 5:6 :6 6:7 6:8 6:9 6:10 7:10 8:10 8:11 8:12 9:12 9:13 9:14 10:14 10:15 11:15 11:16 11:17 12:17 | 06:33 — Райан Гецлаф (В. Тарасенко, Дж. Фолк) 09:51 — Якуб Ворачек (Дж. Тэйвз, А. Экблад) 12:17 — Патрис Бержерон (Т. Сегин, П. Элиаш) 19:03 — Джон Таварес (П. Бержерон, А. Экблад) 20:24 — Райан Сутер (В. Тарасенко, Т. Сегин) 21:22 — Тайлер Сегин (Р. Гецлаф, В. Тарасенко) 24:08 — Рик Нэш (Дж. Тэйвз, Я. Ворачек) 25:56 — Филип Форсберг (Дж. Годро, П. Элиаш) 28:16 — Джон Таварес (П. Бержерон, Дж. Фолк) 29:22 — Якуб Ворачек (Дж. Тэйвз, А. Экблад) 39:00 — Джон Таварес (П. Бержерон) 41:29 — Рик Нэш (М. Джиордано, Я. Ворачек) 46:13 — Джон Таварес (П. Бержерон, Б. Сибрук) 47:30 — Якуб Ворачек (Дж. Тэйвз, А. Экблад) 49:26 — Тайлер Сегин (В. Тарасенко, Ш. Уэбер) 54:21 — Джонатан Тэйвз (Р. Сутер) 56:40 — Филип Форсберг (Дж. Годро, Я. Ворачек) |                                                                         | Судьи: Крис Руни Крис Ли |
| | | |                                                                         | Судьи: Крис Руни Крис Ли |
| | | |                                                                         | Судьи: Крис Руни Крис Ли |
| | | |                                                                         | Судьи: Крис Руни Крис Ли |
| 0 мин | Штраф | 0 мин |                                                                         | Судьи: Крис Руни Крис Ли |
| | | |                                                                         |                          |
| | 45 | Броски | 47                                                                      |                          |

Всего в матче было забито 29 шайб, что является новым рекордом результативности Матчей всех звёзд НХЛ. Команда Тэйвза установила новый рекорд по количеству забитых шайб на Матче звёзд одной командой — 17. Предыдущий рекорд был установлен на Матче всех звёзд 1993, когда команда Конференции Принца Уэльского забила 16 раз. Самым результативным игроком матча стал Якуб Ворачек набравший 6 (3+3) очков, тем самым повторил рекорд Марио Лемьё. Джон Таварес забив четыре шайбы стал шестым игроком в истории НХЛ, сумевшим оформить «покер» в Матче всех звёзд. Самым ценным игроком матча стал Райан Джохансен набравший 4 (2+2) очка.